# La maledizione dei Templari
La maledizione dei Templari (Les rois maudits) è una miniserie televisiva del 2005, diretta interamente da Josée Dayan e tratta dai 7 romanzi storici di Maurice Druon.
Nel formato originario, la miniserie è costituita da 5 puntate, le quali prendono i loro nomi esattamente dai romanzi da cui sono basate.
In Francia, Belgio e Svizzera la fiction è andata in onda in prima visione assoluta nell'autunno del 2005, mentre in Italia essa è stata trasmessa in prima visione da Rai Uno nel dicembre dello stesso anno.
La miniserie, molto acclamata per quanto concerne quota di ascolti e giudizio da parte della critica, nel 2006 è stata candidata al Golden Globe per la miglior miniserie.

## Produzione
È una coproduzione internazionale tra Francia, Romania e Italia. Il Paese di produzione maggioritaria è la Francia.
Le riprese si sono svolte nel 2005 nelle location situate a:
- Hunedoara, in Transilvania (Romania);
- Il Castello dei Corvino (per tutte le scene interne ambientate al castello del re);
- La cattedrale di Noyon e nell'abbazia di Ourscamp nell'Oise.

## Trama
Francia, 1314. Filippo detto "il Bello", re di Francia, perseguita i cosiddetti Cavalieri templari per incamerare il loro tesoro. Quando però viene messo al rogo Jacques de Molay, il Gran Maestro del Tempio, questi scaglia una maledizione contro tutti i re di Francia, contro l'attuale Papa Clemente V e Guglielmo di Nogaret.
Intanto Roberto III d'Artois, conte di Beaumont, sfida sua zia Mahaut d'Artois nell'intento di riprendere possesso dei territori dell'Artois poiché precedentemente, nella successione ereditaria, li aveva perduti e ne aveva giovato proprio la vecchia zia.
Seguono così intrighi, casi di avvelenamenti e rivalità nelle corti di Francia e Inghilterra che sfoceranno poi, nel 1337, nella Guerra dei cent'anni.

## Episodi
1. Il re di ferro
2. La regina strangolata
3. I veleni della corona
4. La lupa di Francia
5. Il giglio e il Leone

## Interpreti e personaggi

La protagonista Jeanne Moreau ai Golden Globe del 2006

- Philippe Torreton: Roberto III d'Artois
- Jeanne Moreau: Mahaut d'Artois
- Gérard Depardieu: Jacques de Molay
- Jeanne Balibar: Béatrice d'Hirson
- Jean-Claude Brialy: Ugo di Bouville
- Julie Depardieu: Giovanna II di Borgogna
- Guillaume Depardieu: Luigi X di Francia
- Jean-Claude Drouot: Enguerrand de Marigny
- Line Renaud: Maria d'Ungheria
- Tchéky Karyo: Filippo il Bello
- Julie Gayet: Isabella di Francia
- Éric Ruf: Filippo V di Francia
- Aymeric Demarigny: Carlo IV di Francia
- Hélène Fillières: Margherita di Borgogna
- Anne Malraux: Bianca di Borgogna
- Jacques Spiesser: Carlo di Valois
- Malik Zidi: Filippo VI di Francia
- Jérôme Anger: Guglielmo di Nogaret
- Hélène Duc: Madame de Bouville
- Giuseppe Solieri: Guccio
- Luca Barbareschi: Spinello Tolomei
- Ana Caterina Morariu: Marie de Cressay
- Hélène Vincent: dama Eliabel de Cressay
- Serena Autieri: Clemenza d'Ungheria
- Claude Rich: Cardinal Duèze/Giovanni XXII
- Sophie de La Rochefoucauld: Dame Eudeline
- Bruno Todeschini: Ruggero Mortimer
- Christopher Buchholz: Edoardo II di Inghilterra
- Aurélien Wiik: Edoardo III di Inghilterra
- Patrick Bouchitey: mastro Evrard
- Toinette Laquière: Giovanna di Valois
- Marie de Villepin: Regina Filippa
- Romain Rondeau: Enrico Plantageneto
- Christiane Rorato: madre badessa
- Wadeck Stanczak: Gaucher V de Châtillon
- Sophie Broustal: Jeanne de Divion
- Daniel Emilfork-Berenstein: mastro Martin[5]

## Distribuzione
In Francia la miniserie TV è stata trasmessa in prima visione mondiale dal 7 novembre al 28 novembre 2005, su France 2.
In Belgio la serie è andata in onda dal 28 settembre al 26 ottobre 2005 su La Une, in Canada è stata distribuita dalla CBS, mentre in Svizzera dal 30 settembre al 28 ottobre dello stesso anno su RTS Un.
Infine, in Italia la miniserie è stata distribuita tramite Rai 1 a partire dal 12 dicembre 2005.

## Ascolti
La serie è stata presentata in prima visione in Francia, con circa 8,6 milioni di telespettatori collegati, per arrivare ad oltre 6,2 milioni alla trasmissione del finale di stagione; perciò, complessivamente, La maledizione dei Templari ha ottenuto una media di 7,2 milioni di telespettatori per episodio, con uno share (quota di ascolti) del 27,9%.

## Riconoscimenti
- 2006 - Golden Globe
  - Candidatura per la miglior miniserie a Josée Dayan e Anne-Marie Catois[8]